# Al-Hamrat (Latakia)
Al-Hamrat – wieś w Syrii, w muhafazie Latakia. W 2004 roku liczyła 874 mieszkańców.